# Metepec Segundo
Metepec Segundo es una localidad de México perteneciente al municipio de Acatlán en el estado de Hidalgo.

## Toponimia
Se deriva del náhuatl; metl, maguey, tepetl, cerro, por lo que su nombre significa en los cerros de los magueyes. Primero para diferenciarlo de Metepec Primero.

## Geografía
Se encuentra en la región del Valle de Tulancingo, la localidad se encuentra localizada en las coordenadas geográficas 20°9′5.175″N 98°25′41.916″O / 20.15143750, -98.42831000, con una altitud de 2128 m s. n. m. Se encuentra a una distancia aproximada de 1.5 kilómetros al noreste de la cabecera municipal, Acatlán.
En cuanto a fisiografía se encuentra dentro de la provincia del Eje Neovolcánico dentro de la subprovincia de Llanuras y Sierras de Querétaro e Hidalgo; su terreno es de llanura. En lo que respecta a la hidrología se encuentra posicionado en la región del Pánuco, en la cuenca del río Moctezuma, en la subcuenca del río Metztitlán. Con un clima semiseco templado.

## Demografía
En 2020 registro una población de 1206 personas, lo que corresponde al 5.23 % de la población municipal. De los cuales 591 son hombres y 615 son mujeres. Tiene 308 viviendas particulares habitadas.
| Gráfica de evolución demográfica de Metepec Segundo entre 1980 y 2020                        |
|                                                                                              |
| Población de los censos y conteos del Instituto Nacional de Estadística y Geografía (INEGI). |